# Empoasca multidentata
Empoasca multidentata är en insektsart som beskrevs av Rowland Southern 1982. Empoasca multidentata ingår i släktet Empoasca och familjen dvärgstritar. Inga underarter finns listade i Catalogue of Life.